# Hrabstwo Winneshiek
Hrabstwo Winneshiek – hrabstwo w Stanach Zjednoczonych w stanie Iowa.

## Miasta
| - Calmar - Castalia - Decorah | - Fort Atkinson - Jackson Junction - Ossian | - Ridgeway - Spillville |

## Sąsiednie hrabstwa
- Hrabstwo Fillmore
- Hrabstwo Houston
- Hrabstwo Allamakee
- Hrabstwo Fayette
- Hrabstwo Chickasaw
- Hrabstwo Howard
- Hrabstwo Clayton